# Фернанду Шалана
Фернанду Шалана (порт. Fernando Chalana, 10 лютого 1959, Баррейру — 10 серпня 2022) — португальський футболіст, що грав на позиції півзахисника. По завершенні ігрової кар'єри — футбольний тренер. Наразі тренує молодіжну команду клубу «Бенфіка».
Виступав, зокрема, за клуб «Бенфіка», а також національну збірну Португалії.
П'ятиразовий чемпіон Португалії. Дворазовий чемпіон Франції. Дворазовий володар Кубка Франції. Володар Суперкубка Франції.

## Клубна кар'єра
Народився 10 лютого 1959 року в місті Баррейру. Вихованець юнацьких команд футбольних клубів «Баррейренсі» та «Бенфіка».
У дорослому футболі дебютував 1976 року виступами за команду клубу «Бенфіка», в якій провів вісім сезонів, взявши участь у 193 матчах чемпіонату. Більшість часу, проведеного у складі «Бенфіки», був основним гравцем команди. За цей час чотири рази виборював титул чемпіона Португалії.
1984 року перейшов до французького «Бордо», де провів три наступні сезони, протягом яких майже не грав через низку травм, які дозволили йому за цей час провести лише 12 матчів у чемпіонаті за команду, що домінувала у тогочасному французькому футболі. Став у складі «Бордо» дворазовим чемпіоном Франції і дворазовим володарем Кубка Франції.
1987 року повернувся до рідної «Бенфіки», де, втім, також не зміг відновити ігрову форму, яка свого часу робила його однією з основних зірок португальського футболу. Після трьох сезонів у «Бенфіці» і ще одного титулу чемпіона Португалії у 1990 році перейшов до іншого столичного клубу «Белененсеша», де також мав проблеми з потраплянням до основного складу.
Завершив професійну ігрову кар'єру у друголіговому клубі «Ештрела», за команду якого виступав протягом 1991—1992 років.

## Виступи за збірну
У 1976 році дебютував в офіційних матчах у складі національної збірної Португалії. Протягом кар'єри у національній команді, яка тривала 13 років, провів у формі головної команди країни лише 27 матчів, забивши 2 голи.
У складі збірної був учасником чемпіонату Європи 1984 року у Франції, на якому команда здобула бронзові нагороди.

## Кар'єра тренера
Розпочав тренерську кар'єру, повернувшись до футболу після невеликої перерви, 2000 року, ставши тренером молодіжної команди клубу «Бенфіка».
Протягом 2003—2004 років працював у тренерському штабі «Пасуш ді Феррейра», після чого протягом сезону очолював команду нижчолігового клубу «Орієнталь».
2005 року повернувся до «Бенфіки», увійшовши до тренерського штабу головної команди клубу, де пропрацював до 2009 року. Навесні 2008 року навіть деякий час виконував обов'язки головного тренера лісабонської команди.
З 2009 року знову тренує молодіжну команду «Бенфіки».

## Титули і досягнення

### Командні
- Чемпіон Португалії (5):

«Бенфіка»:  1976-1977, 1980-1981, 1982-1983, 1983-1984, 1988-1989
- Володар Кубка Португалії (3):

«Бенфіка»: 1979-1980, 1980-1981, 1982-1983
- Володар Суперкубка Португалії (2):

«Бенфіка»:  1980, 1989
- Чемпіон Франції (2):

«Бордо»: 1984-1985, 1986-1987
- Володар Кубка Франції (2):

«Бордо»: 1985-1986, 1986-1987
- Володар Суперкубка Франції (1):

«Бордо»: 1986

### Особисті
- Футболіст року в Португалії: 1976, 1984